# مورتن رودا
مورتن رودا (بالنرويجية البوكمول: Morten Rudå)‏ هو مصمم رقص ومدرب ‏ وممثل نرويجي، ولد في 1 يونيو 1960.

## وصلات خارجية
- مورتن رودا على موقع IMDb (الإنجليزية)
- مورتن رودا على موقع قاعدة بيانات الفيلم (الإنجليزية)